# Maucurunamo (Ort)
Maucurunamo (Maukuruaamo, Maukurunamo) ist eine osttimoresische Siedlung im Suco Namolesso (Verwaltungsamt Lequidoe, Gemeinde Aileu).
Das Dorf Maucurunamo liegt auf einer Höhe von 1216 m in der Aldeia Maucurunamo. Es befindet sich an einer Seitenstraße, die bei der Siedlung Serema nach Süden von der Hauptstraße des Sucos abzweigt und sich im Ort Gariqai teilt: Nach Süden führt sie in den Suco Acubilitoho, nach Westen in das Dorf Maucurunamo, das am Südhang des Berges liegt, auf dessen Rücken die Hauptstraße entlang führt.